# Dennis Olsen
Dennis Olsen (Våler, 14 aprile 1996) è un pilota automobilistico norvegese, è stato pilota ufficiale della Porsche dal 2016 al 2023 per poi passa nel 2024 alla Ford. Con il marchio tedesco ha vinto l'Intercontinental GT Challenge nel 2019 mentre con il marchio statunitense ha vinto la 24 Ore di Daytona 2025 nella classe GTD Pro.

## Carriera

### Karting
Nato a Våler, Norvegia, Olsen ha iniziato con il karting nella sua nativa Norvegia all'età di sei anni. Dopo aver vinto numerosi titoli junior, è passato alla classe KF3 nel 2009, vincendo il titolo norvegese. Nel 2011, Olsen ha vinto il suo terzo titolo norvegese consecutivo KF3, il campionato tedesco KF3 e i titoli WSK Cup Final KF2. Per il suo ultimo anno di karting nel 2012, ha difeso con successo il suo titolo WSK Cup Final KF2 e ha anche vinto il prestigioso campionato tedesco di karting KF1.

### Toyota Racing Series
Olsen ha iniziato la sua carriera in monoposto all'inizio del 2013, correndo nella Toyota Racing Series con sede in Nuova Zelanda, diventando il primo pilota norvegese ad entrare nella serie. Ha concluso il campionato al tredicesimo posto, segnando un miglior risultato un quinto posto nel round finale della serie a Manfeild.

### Formula Renault 2.0
Il programma di corse principale di Olsen per il 2013 era nel campionato Formula Renault 2.0 NEC, correndo per il team tedesco Josef Kaufmann Racing. Ha concluso al terzo posto in classifica, dietro alla coppia britannica Fortec Motorsports di Jack Aitken e Matt Parry dopo aver conquistato tre podi. Ha anche registrato una pole position per l'ultima gara della stagione a Zandvoort, ma la gara è stata annullata a causa della pioggia battente. Ha anche disputato un round unico della stagione della Formula Renault 2.0 Alps a Spa-Francorchamps con il team AV Formula.
Nel 2014, Olsen ha partecipato al campionato Eurocup Formula Renault 2.0 correndo con la Prema Powerteam. È arrivato secondo in classifica, dietro al campione Nyck de Vries, dopo aver conquistato tre podi tra cui due vittorie a Spa-Francorchamps  e al Nürburgring. Nell'ultimo round della stagione a Jerez, ha concluso al secondo posto nella prima gara, risultato che inizialmente gli è valso il secondo posto in campionato, ma è stato successivamente squalificato per un'infrazione tecnica. Tuttavia, si è assicurato il secondo posto in campionato il giorno successivo dopo aver terminato settimo nell'ultima gara della stagione.
Ha anche disputato una stagione parziale nel campionato Formula Renault 2.0 Alps con Prema, ottenendo sei piazzamenti nei primi dieci nelle sei gare a cui ha preso parte. Olsen è rimasto in Eurocup Formula Renault 2.0 per una seconda stagione nel 2015, passando alla Manor MP Motorsport.

### Pilota GT Porsche
Nel 2016 lascia le corse in monoposto per passare alle corse GT, Olsen inizia a correre nella Porsche Supercup, dove l'anno seguente ottiene tre vittorie ed diventa vice campione della serie arrivando secondo dietro a Michael Ammermüller. Nello stesso anno vince la Porsche Supercup tedesca ottenendo sei vittorie in quattordici gare.
Visto gli ottimi risultati entra nel programma giovani della Porsche, nel 2018 compete nel European Le Mans Series guidando la Porsche 911 RSR, dove ottiene una vittoria ed pur avendo saltato un evento chiude sesto in classifica. Nel 2019 vince la Petit Le Mans nella classe GTD ed partecipa per la sua prima volta alla 24 Ore di Le Mans.
Nel 2022 sempre con Porsche entra nel Deutsche Tourenwagen Masters, Olsen si dimostra subito competitivo, ottiene due secondi posti e sul Circuito di Spa-Francorchamps ottiene la sua prima vittoria nella serie. Il norvegese chiude decimo in classifica, primo tra i pilori della Porsche. A fine 2023 annuncia la sua separazione con la Porsche.

### Pilota GT Ford
Dopo essersi separato dalla Porsche, Olsen si unisce al roster di piloti della Ford.

## Risultati

### Carriera in sintesi
| Stagione | Serie                                         | Team                       | Gare | Vittorie | Pole | Giri veloci | Podi | Punti | Pos. |
| -------- | --------------------------------------------- | -------------------------- | ---- | -------- | ---- | ----------- | ---- | ----- | ---- |
| 2013     | Formula Renault 2.0 NEC                       | Josef Kaufmann Racing      | 16   | 0        | 0    | 0           | 3    | 211   | 3°   |
| 2013     | Formula Renault 2.0 Alps                      | AV Formula                 | 2    | 0        | 0    | 0           | 0    | 0     | 37°  |
| 2013     | Toyota Racing Series                          | M2 Competition             | 15   | 0        | 0    | 0           | 0    | 410   | 13°  |
| 2014     | Eurocup Formula Renault 2.0                   | Prema Powerteam            | 14   | 2        | 2    | 3           | 3    | 124   | 2°   |
| 2014     | Formula Renault 2.0 Alps                      | Prema Powerteam            | 6    | 0        | 0    | 0           | 0    | 0     | NC†  |
| 2015     | Eurocup Formula Renault 2.0                   | Manor MP Motorsport        | 17   | 1        | 1    | 0           | 3    | 101   | 8°   |
| 2015     | Formula Renault 2.0 NEC                       | Manor MP Motorsport        | 6    | 0        | 0    | 0           | 1    | 98    | 14°  |
| 2015     | Formula Masters China                         | Absolute Racing            | 3    | 0        | 0    | 0           | 1    | 17    | 16°  |
| 2015     | Masters of Formula 3                          | Threebond with T-Sport     | 1    | 0        | 0    | 0           | 0    | N/A   | 11°  |
| 2016     | Porsche Carrera Cup Germany                   | Lechner Huber Racing       | 16   | 0        | 0    | 0           | 6    | 218   | 3°   |
| 2016     | Porsche GT3 Middle East Championship          | Walter Lechner Racing      | 2    | 0        | 0    | 0           | 1    | 40    | 17°  |
| 2016     | Porsche Supercup                              | Lechner MSG Racing Team    | 1    | 0        | 0    | 0           | 0    | 10    | 18°  |
| 2016     | Porsche Supercup                              | MRS GT-Racing              | 1    | 0        | 0    | 0           | 0    | 10    | 18°  |
| 2017     | Porsche Supercup                              | Walter Lechner Racing Team | 11   | 3        | 4    | 3           | 9    | 186   | 2°   |
| 2017     | Porsche Carrera Cup Germany                   | Konrad Motorsport          | 14   | 6        | 2    | 5           | 12   | 273   | 1°   |
| 2018     | European Le Mans Series - LMGTE               | Proton Competition         | 5    | 1        | 1    | 0           | 1    | 65    | 6°   |
| 2019     | Blancpain GT World Challenge America          | Wright Motorsports         | 6    | 0        | 0    | 1           | 0    | 23    | 17°  |
| 2019     | Blancpain GT World Challenge America - Pro-Am | Wright Motorsports         | 6    | 0        | 3    | 3           | 5    | 89    | 9°   |
| 2019     | WeatherTech SportsCar Championship - GTD      | Wright Motorsports         | 1    | 0        | 0    | 0           | 0    | 73    | 33°  |
| 2019     | WeatherTech SportsCar Championship - GTD      | Pfaff Motorsports          | 2    | 1        | 0    | 0           | 1    | 73    | 33°  |
| 2019     | Blancpain GT World Challenge Asia             | Absolute Racing            | 2    | 0        | 2    | 0           | 0    | 9     | 33°  |
| 2019     | Blancpain GT World Challenge Asia - Pro-Am    | Absolute Racing            | 2    | 0        | 0    | 0           | 0    | 22    | 22°  |
| 2019     | Blancpain GT Series Endurance Cup             | Rowe Racing                | 5    | 0        | 0    | 0           | 0    | 22    | 12°  |
| 2019     | Intercontinental GT Challenge                 | Porsche                    | 5    | 2        | 1    | 1           | 3    | 73    | 1°   |
| 2019     | 24 Ore di Le Mans - LMGTE Pro                 | Porsche GT Team            | 1    | 0        | 0    | 0           | 0    | N/A   | 7°   |
| 2020     | GT World Challenge Europe Endurance Cup       | GPX Racing                 | 1    | 0        | 1    | 1           | 0    | 6     | 22°  |
| 2020     | GT World Challenge Europe Endurance Cup       | Frikadelli Racing Team     | 1    | 0        | 0    | 0           | 0    | 6     | 22°  |
| 2020     | WeatherTech SportsCar Championship - GTD      | Pfaff Motorsports          | 2    | 0        | 1    | 0           | 0    | 44    | 35°  |
| 2020     | Intercontinental GT Challenge                 | Porsche                    | 1    | 0        | 0    | 0           | 0    | 6     | 18°  |
| 2021     | WEC - LMGTE Am                                | Team Project 1             | 2    | 0        | 0    | 0           | 0    | 0.5   | 24°  |
| 2021     | 24 Ore di Le Mans - LMGTE Am                  | Team Project 1             | 1    | 0        | 0    | 0           | 0    | N/A   | DNF  |
| 2021     | ADAC GT Masters                               | KÜS Team Bernhard          | 2    | 0        | 0    | 0           | 0    | 0     | 44°  |
| 2021     | Intercontinental GT Challenge                 | Schnabl Engineering        | 1    | 0        | 0    | 0           | 0    | 2     | 20°  |
| 2021     | Intercontinental GT Challenge                 | GMG Racing                 | 1    | 0        | 0    | 0           | 0    | 2     | 20°  |
| 2021     | GT World Challenge Europe Endurance Cup       | Schnabl Engineering        | 1    | 0        | 0    | 0           | 0    | 4     | 27°  |
| 2022     | DTM                                           | SSR Performance            | 15   | 1        | 1    | 0           | 3    | 89    | 10°  |
| 2022     | IMSA - GTD Pro                                | KCMG                       | 1    | 0        | 0    | 0           | 1    | 321   | 21°  |
| 2022     | GT World Challenge Europe Endurance Cup       | KCMG                       | 1    | 0        | 0    | 0           | 0    | 12    | 25°  |
| 2022     | Intercontinental GT Challenge                 | KCMG                       |      |          |      |             |      |       | *    |

* Stagione in corso.

† Poiché Olsen era un pilota ospite, non era idoneo per i punti del campionato.

### Risultati Porsche Supercup
(legenda) (Le gare in grassetto indicano la pole position) (Le gare in corsivo indicano Gpv)
| Anno | Team                       | 1     | 2      | 3     | 4     | 5     | 6     | 7     | 8     | 9     | 10    | 11    | Punti | Pos. |
| ---- | -------------------------- | ----- | ------ | ----- | ----- | ----- | ----- | ----- | ----- | ----- | ----- | ----- | ----- | ---- |
| 2016 | Lechner MSG Racing Team    | CAT   | MON 11 | RBR   | SIL   |       |       |       |       |       |       |       | 10    | 18º  |
| 2016 | MRS GT-Racing              |       |        |       |       | HUN 6 | HOC   | SPA   | MNZ   | USA   | USA   |       | 10    | 18º  |
| 2017 | Walter Lechner Racing Team | CAT 2 | CAT 2  | MON 3 | RBR 5 | SIL 1 | HUN 2 | SPA 1 | SPA 1 | MNZ 5 | MEX 3 | MEX 3 | 186   | 2º   |

### Risultati 24 Ore di Le Mans
| Anno | Team               | Co-Piloti                          | Vettura          | Classe  | Giri | Pos. | Class Pos. |
| ---- | ------------------ | ---------------------------------- | ---------------- | ------- | ---- | ---- | ---------- |
| 2019 | Porsche GT Team    | Mathieu Jaminet Sven Müller        | Porsche 911 RSR  | GTE Pro | 339  | 27°  | 7°         |
| 2021 | Team Project 1     | Anders Buchardt Robby Foley        | Porsche 911 RSR  | GTE Am  | 138  | DNF  | DNF        |
| 2025 | Proton Competition | Stefano Gattuso Giammarco Levorato | Ford Mustang GT3 | GTE Am  | 46   | DNF  | DNF        |

### Risultati completi DTM
(legenda) (Le gare in grassetto indicano la pole position) (Le gare in corsivo indicano Gpv)
| Anno | Team            | Vettura           | 1   | 2   | 3   | 4   | 5   | 6   | 7   | 8   | 9   | 10  | 11  | 12  | 13  | 14  | 15  | 16  | Punti | Pos. |
| ---- | --------------- | ----------------- | --- | --- | --- | --- | --- | --- | --- | --- | --- | --- | --- | --- | --- | --- | --- | --- | ----- | ---- |
| 2022 | SSR Performance | Porsche 911 GT3 R | POR | POR | LAU | LAU | IMO | IMO | NOR | NOR | NÜR | NÜR | SPA | SPA | RBR | RBR | HOC | HOC | 89    | 10º  |
| 2022 | SSR Performance | Porsche 911 GT3 R | 5   | 11  | Rit | 11  | 9   | Rit | 2   | 5   | Rit | 23  | 1   | 19  | Rit | 9   | Rit | DN  | 89    | 10º  |
| 2023 | Manthey EMA     | Porsche 911 GT3 R | OSC | OSC | ZAN | ZAN | NOR | NOR | NÜR | NÜR | LAU | LAU | SAC | SAC | RBR | RBR | HOC | HOC | 129   | 7°   |
| 2023 | Manthey EMA     | Porsche 911 GT3 R | 10  | 4   | 16  | 9   | 3   | 6   | 5   | Rit | 12  | 5   | 7   | Rit | 10  | 5   | 23  | 12  | 129   | 7°   |

### Risultati nel WEC
| Anno    | Squadra            | Classe | Vettura          | QAT | IMO | SPA | LMS | SÃO | COA | FUJ | BHR | Punti | Pos. |
| ------- | ------------------ | ------ | ---------------- | --- | --- | --- | --- | --- | --- | --- | --- | ----- | ---- |
| 2024    | Proton Competition | LMGT3  | Ford Mustang GT3 | 9   | Rit | 8   | 3   | 13  | NC  | 16  | Rit | 37    | 15°  |
| Anno    | Squadra            | Classe | Vettura          | QAT | IMO | SPA | LMS | SÃO | COA | FUJ | BHR | Punti | Pos. |
| 2025    | Proton Competition | LMGT3  | Ford Mustang GT3 | 10  | 16  | 2   | Rit |     |     |     |     | 20*   |      |
| Legenda |                    |        |                  |     |     |     |     |     |     |     |     |       |      |

* Stagione in corso.